# Andrew Barisic
Andrew Barisic (* 22. März 1986 in Canberra, kroatische Schreibweise: Andrew Barišić) ist ein australischer Fußballspieler kroatischer Abstammung.

## Karriere
Barisic begann nach dem Besuch der ACT Academy of Sport in Canberra seine Karriere im Seniorenbereich bei Canberra Deakin. Nach einiger Zeit bei den Melbourne Knights in der Victorian Premier League ging er 2006 nach Deutschland und spielte eine Saison für den Oberligisten SV Arminia Hannover. Da er nach Saisonende einen kurzen Abstecher zum kroatischen Zweitligisten NK Solin machte, bevor er im September 2007 beim SV Schermbeck anheuerte, erhielt er keine Arbeitsgenehmigung, die für eine Spielerlaubnis in der Oberliga notwendig ist. Sein Vertrag mit Schermbeck wurde daher im November nach nur einem Kurzeinsatz wieder aufgelöst und Barisic kehrte nach Australien zurück.
Dort erzielte er für die Melbourne Knights in der Saison 2008 19 Treffer in 26 Einsätzen, die beste Torausbeute eines Knights-Spielers seit Mark Vidukas 21 Treffern in der Spielzeit 1994/95, und hatte somit großen Anteil am Erreichen des Meisterschaftsfinals. Im Finale unterlag das Team nach Verlängerung mit 0:1 Altona Magic. Im Sommer 2009 wechselte Barisic zum A-League-Team Gold Coast United, wo er in den folgenden zwei Spielzeiten aber nur in 17 Ligaspielen eingesetzt wurde. 
Daraufhin verließ Barisic den Verein Anfang 2011 und wechselte zum indonesischen Erstligisten Persebaya 1927. Dort erzielte er in 14 Spielen zehn Tore, vom neuen Trainer Divaldo Alves wurde er jedoch nicht mehr berücksichtigt. 2012 verließ er nach eineinhalb Jahren den Verein wieder und wechselte zum Ligakonkurrenten Arema Malang.